# Fouad Belkacem
Fouad Belkacem (ook bekend als Abou Imran, Arabisch: فؤاد بلقاسم) (Rumst, 6 april 1982) is een  Marokkaans moslimextremist en voormalig woordvoerder van de radicaal-islamitische organisatie Sharia4Belgium.

## Levensloop
Belkacem groeide op in Boom. Zijn moeder werkte als beëdigd tolk Arabisch, Nederlands en Frans en zijn vader was autohandelaar. Tot het vierde middelbaar volgde Fouad een wetenschappelijke aso richting in het Onze-Lieve-Vrouwcollege. Het vijfde jaar volgde hij handel (tso) aan het PTS Boom. Zijn zesde jaar volgde hij automechanica (bso) in het GTI Duffel. Zijn oudere broer werkte al in de zaak van zijn vader en na zijn middelbaar begon ook Fouad als autohandelaar, tot die zaak in 2003 failliet ging. Dat jaar reed hij naar Marokko om te trouwen, maar kreeg een zwaar auto-ongeluk ter hoogte van Dijon.
In 2003 werd Belkacem praktiserend moslim. Na de geboorte van zijn zoon Imran kon hij de naam Abou Imran (vader van Imran) voeren. Hij werd voorzitter van El Islaah, een jongerenproject dat werd opgestart door Saïd Touhafi en Peter Calluy. Ze konden samenkomen in jeugdhuis Den Dijk, maar kwamen in aanvaring met andere groepen uit het centrum, zoals de holebivereniging Eksit. Het stadsbestuur beëindigde de huurovereenkomst nadat het vaststelde dat het jeugdhuis geradicaliseerd was. Hierop probeerde Belkacem tevergeefs de jongerenwerking verder te zetten in het Mechelse jeugdhuis Rzoezi. In 2004 kwam Belkacem op bij de regionale verkiezingen voor de Moslim Democratische Partij van Dyab Abou Jahjah, waarbij hij 236 voorkeurstemmen behaalde van op de 11de plaats op de Antwerpse lijst.
In 2005 startte Belkacem met zijn broer Bel-Mo Automobile in Boom een autohandel die in 2008 onder curatele werd gesteld en in 2010 failliet werd verklaard. Het parket van Antwerpen bevestigde dat Belkacem eerder al (in 2002, 2004 en 2007) was veroordeeld voor inbraak en weerspannigheid, maar hij was ook betrokken in autozwendel, schriftvervalsing en btw-fraude.
In 2009 kwam Belkacem op tegen het hoofddoekenverbod op middelbare scholen, maar werd op 3 september tijdens een demonstratie in Antwerpen opgepakt omwille van agressief gedrag (en op 11 april 2011 veroordeeld voor weerspannigheid aan de politie). Voor feiten van racisme, slagen en verwondingen en smaad aan de politie uit 2007 en 2008 werd hij op 14 oktober 2009 bij verstek veroordeeld tot 8 maanden (maar zijn advocaat tekende hiertegen verzet aan op 23 mei 2012). In maart 2010 richtte Belkacem het islamitisch-conservatieve Sharia4Belgium op en werd er woordvoerder.  Op 4 mei 2012 kreeg Belkacem twee jaar gevangenisstraf, waarvan één effectief wegens het aanzetten tot haat en geweld tegen niet-moslims.  In juni 2012 werd hij aangehouden na het verheerlijken van geweld bij een nikabcontrole. In november werd hij hiervoor tot 6 maanden cel veroordeeld. In de tweede aflevering van het derde seizoen (20 december 2012) van het VTM-programma Tegen de Sterren op werd hij gepersifleerd door Tom Waes.
In februari 2015 veroordeelde de Antwerpse correctionele rechtbank Belkacem tot een celstraf van twaalf jaar en een geldboete van 30.000 euro voor zijn aandeel in de werking van Sharia4Belgium. In een interview verklaarden de ouders van Belkacem dat de Belgische staat hun zoon gebruikte als afschrikmiddel voor toekomstige Syriëstrijders. In januari 2016 werd de veroordeling bekrachtigd door het Antwerpse Hof van Beroep.
In december 2016 werd bekend dat gepoogd wordt om Belkacem zijn Belgische nationaliteit te ontnemen met oog op een uitlevering aan Marokko. In 2007 had de rechtbank van Tanger namelijk zijn uitlevering gevraagd omdat hij daar veroordeeld werd tot een celstraf voor drugshandel. In juni 2017 is Belkacem in de gevangenis getrouwd met een Belgische van Marokkaanse komaf. In januari 2018 betuigt Belkacem zijn spijt voor het Grondwettelijk Hof om in België te kunnen blijven.
Op 23 oktober 2018 besliste het Antwerpse Hof van Beroep dat Belkacem zijn Belgische nationaliteit verliest zodat hij enkel nog over de Marokkaanse nationaliteit beschikt.